# Scottsbluff
För klippan, se Scotts Bluff nationalmonument. För countyt, se Scotts Bluff County.

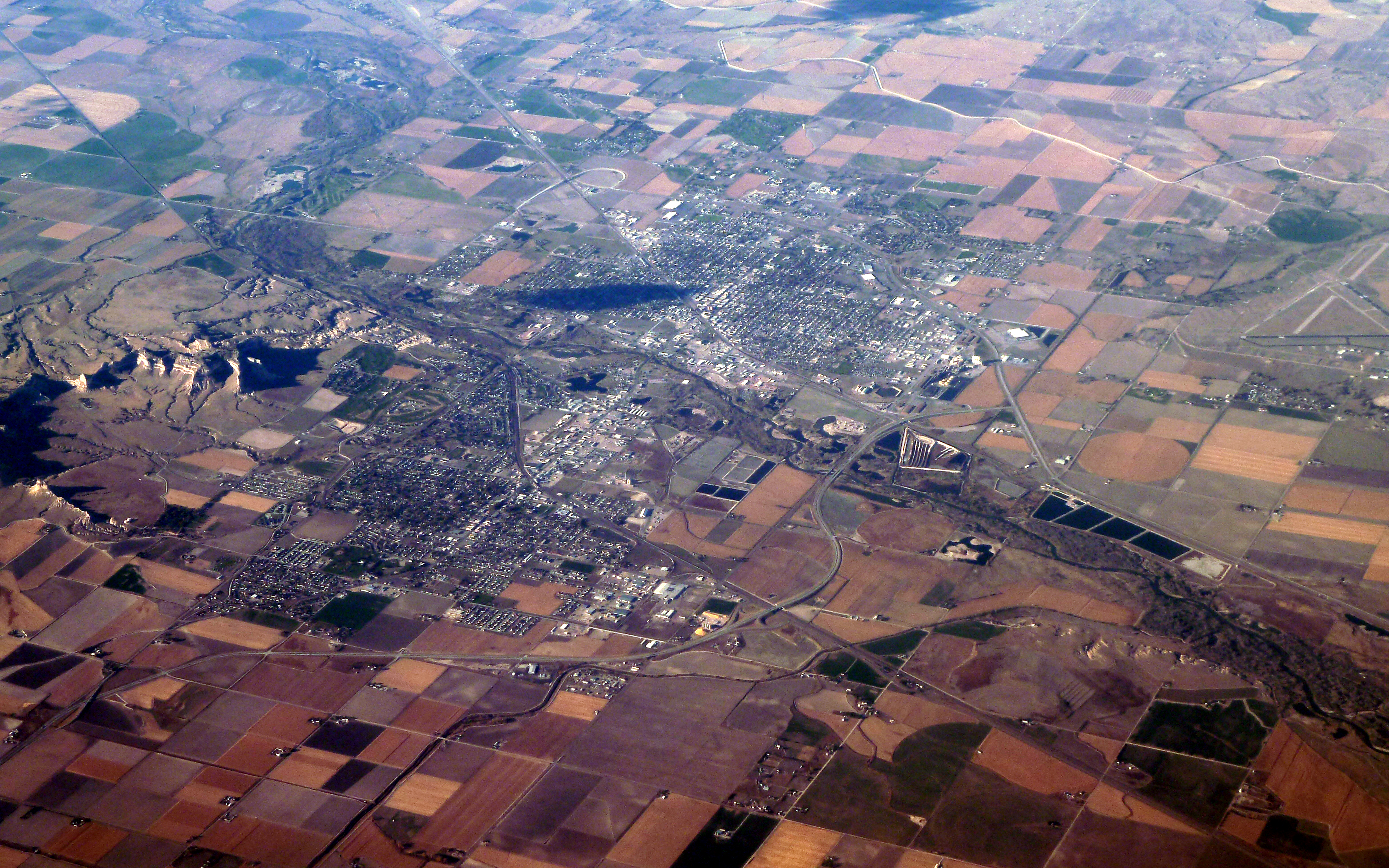
Flygfotografi över Scottsbluff (ovantill på bilden) Gering (nertill) och Scotts Bluff nationalmonument (till vänster).

Scottsbluff, lakota: pȟaŋkéska wakpá otȟúŋwahe, ung. "abaloneflodens stad", är en stad (city) i västra delen av den amerikanska delstaten Nebraska och största stad i Scotts Bluff County. Scottsbluff hade 15 039 invånare vid 2010 års folkräkning och är den största staden i den smalare regionen av delstaten som kallas Nebraska Panhandle, vid gränsen mot Wyoming. Ortens och countyts namn kommer från den närbelägna klippan Scotts Bluff.

## Geografi
Scottsbluff ligger på norra sidan av North Platte River på High Plains. På södra sidan av floden ligger klippan Scotts Bluff, som staden är uppkallad efter, och den mindre grannstaden Gering som är huvudort i Scotts Bluff County och är sammanväxt med Scottsbluff.

## Historia
Platsen ligger vid flera historiska nybyggarleder västerut, bland andra Oregon Trail mot Oregon och Mormon Trail mot Utah, och klippan Scotts Bluff var ett känt landmärke längs dessa leder under 1800-talet. Orten Scottsbluff grundades 1899 då Burlington Railroad, idag del av BNSF, byggde en station och ett samhälle här på järnvägslinjen längs norra sidan av North Platte River.

## Kommunikationer
Scottsbluff ligger vid den öst-västliga federala vägen U.S. Route 26, som här korsas av delstatsväg 71 i nord-sydlig riktning.
Här börjar också delstatsväg 92 västerut mot gränsen mot Wyoming.
Scottsbluff har en järnvägsstation på BNSF:s linje, som enbart trafikeras av godstrafik.
Western Nebraska Regional Airport (IATA-kod: BFF, ICAO-kod: KBFF, FAA:BFF) ligger fem kilometer öster om staden och trafikeras av reguljärt trafikflyg till Denver samt allmän-, taxi- och militärflyg.

## Kända invånare
- Randy Meisner (född 1946), basist och sångare i rockgruppen Eagles
- Adrian M. Smith (född 1970), republikansk politiker